# Wilhelm Finnemann
Wilhelm Finnemann SVD (* 18. Dezember 1882 in Büninghausen, jetzt Lippetal-Heintrop-Büninghausen; † 26. Oktober 1942 in der Batangas-Bucht, Philippinen) war ein deutscher Missionsbischof und Märtyrer.

## Leben
Wilhelm Finnemann, geboren 1882 in Büninghausen, Kirchengemeinde Hultrop, Kreis Soest, als zweitältestes von insgesamt 14 Kindern, erlernte zunächst bei seinem Onkel das Schusterhandwerk, bevor er sich entschloss, Missionar zu werden, und im April 1900 in die Missionsgemeinschaft der Steyler Missionare (Gesellschaft des Göttlichen Wortes) eintrat. Nach seiner Priesterweihe (am 1. Oktober 1911 in St. Gabriel bei Wien) in die Abra-Mission auf den Philippinen gesandt, wirkte er dort als Seelsorger, Baumeister und Arzt. Im Verlauf des Ersten Weltkriegs wurde Finnemann 1917 von den Amerikanern in Schutzhaft genommen und in die USA gebracht. Dort sammelte er Geld für die philippinische Mission. Nach seiner Rückkehr 1922 gründete er die Heilig-Geist-Pfarrei in Manila. Am 8. Februar 1929 wurde er zum Weihbischof von Manila und zum Titularbischof von Sora ernannt. Am 21. Mai 1929 wurde er vom Erzbischof von Manila Michael James O’Doherty zum Bischof geweiht. Kokonsekratoren waren der Bischof von Nueva Segovia Santiago Caragnan Sancho sowie der Bischof von Lipa Alfredo Verzosa y Florentin.
Am 4. Dezember 1936 wurde Finnemann zum Apostolischen Präfekten von Mindoro, der siebtgrößten Insel der Philippinen, berufen. Sein Vikariat war zwei Drittel so groß wie Westfalen und zählte ungefähr 120.000 Einwohner.
Nach der Einnahme der Insel durch die Japaner im Frühjahr 1942 beschlagnahmten japanische Soldaten die kirchlichen Gebäude und verjagten die Heilig-Geist-Schwestern aus ihrem Haus. Als Bischof Finnemann sich weigerte, den Japanern die Schule und das Schwesternhaus zu übergeben, wurde er verhaftet und gefoltert. Unter dem Vorwand, ihn zum Verhör nach Manila überführen zu wollen, wurde Finnemann am 26. Oktober 1942 auf ein japanisches Militärboot gebracht, gefesselt und mit Eisengewichten beschwert auf offener See über Bord gestoßen.
Die katholische Kirche hat Bischof Wilhelm Finnemann als Glaubenszeugen in das deutsche Martyrologium des 20. Jahrhunderts aufgenommen.
Der Seligsprechungsprozess ist eingeleitet; 1999 wurde Finnemann zum Verehrungswürdigen Diener Gottes ernannt.